# Amica Wronki
Amica Wornki är en före detta polsk fotbollsklubb.
Klubben grundades 1992 genom en sammanslagning av två större klubbar. Efter sammanslagningen gick laget upp i första ligan i Polen 1995. Laget höll sig kvar i den högsta divisionen och kämpade väl och kom på en tredje plats både år 2002 och 2004. De vann även Polska Cupen 1998, 1999 och 2000. De har även vunnit Polska ligacupen 1998 och 1999. Amica är ett lag som i Polen är känt för att fostra talangfulla spelare, deras system går ut på att även ungdomar från 17 års ålder ska få speltid i A-laget.
Under 2005 lades det fram planer på att lagen Amica Wronki och Lech Poznań skulle slås ihop för att få ett starkt lag i Poznań när en modern stadion byggdes i staden. Förslaget accepterades och man beslöt sig för att det nya laget skulle heta KKS Lech Poznań och skulle ärva Lech Poznańs traditioner som fotbollsklubb. Det nya laget skulle komma med i den polska ligan under säsongen 2006/2007.
Den 9 maj 2006 skrev företrädare för Amica Wronki, Lech Poznan och Poznans borgmästare på avtalet. Samma dag som både Amica Wronki och gamla Lech Poznań spelade sin sista ligamatch för säsongen grundades KKS Lech Poznań. Amica Wronki slutade därmed att existera som fotbollsklubb.

## Meriter
- Polska Cupen: 1998, 1999, 2000
- Polska Ligacupen: 1998, 1999